# Rwanda Development Board

Hauptsitz des Rwanda Development Boards in Kigali

Das Rwanda Development Board (RDB) ist eine Behörde für wirtschaftliche Entwicklung in Ruanda.

## Geschichte und Organisation
Das RDB wurde 2008 aus eine Zusammenschluss von acht Regierungsinstitutionen gegründet. Der Sitz der Behörde befindet sich in der Hauptstadt Kigali. Chief Executive Officer des RDB ist seit 27. September 2023 Francis Gatare.

## Visit Rwanda
Visit Rwanda ist der auf Tourismus spezialisierte Zweig des Rwanda Development Board. Um den Tourismus zu fördern wurden mehrere Sponsorenverträge mit führenden europäischen Fußballvereinen eingegangen. Im Mai 2018 unterzeichnete zunächst FC Arsenal einen dreijährigen Sponsorenvertrag mit Visit Rwanda. Im Dezember folgte ein Vertrag mit Paris Saint-Germain, der im April 2025 verlängert wurde. Im selben Monat begann auch ein Sponsoring bei den Fußballmannschaften von Atlético Madrid. Der FC Bayern München unterzeichnete am 27. August 2023 einen fünfjährigen Sponsorenvertrag mit Visit Rwanda. Insbesondere nachdem die von Ruanda unterstützte Bewegung 23. März (M23) im Januar 2025 eine Offensive auf die Provinzhauptstadt Goma startete, standen die Sportvereine in der Kritik. Die kongolesische Außenministerin Thérèse Kayikwamba Wagner forderte die Vereine dazu auf, ihre Zusammenarbeit mit Ruanda zu beenden. Der FC Bayern München wandelte seinen Sponsoringvertrag im August 2025 in eine ausschließliche Vereinbarung zur Zusammenarbeit in der Nachwuchsförderung um.